# Pompilio Gutiérrez Arango
Pompilio Gutiérrez Arango (Abejorral, 2 de diciembre de 1870-Zarzal, 5 de noviembre de 1943) fue un militar, político y empresario colombiano. Llegó a ser gobernador de Caldas y gobernador de Antioquia, a la vez que participó de la colonización antioqueña y de la Guerra de los Mil Días.

## Biografía
Hijo de José María Gutiérrez Álvarez y de Anselma Arango Uribe, era, además, medio hermano de Alejandro Gutiérrez Arango, primer gobernador de Caldas. Junto con su familia, desde muy joven, se radicó en la ciudad de Manizales, lugar donde comenzó su carrera militar.
Tras alcanzar el grado de general, y durante la Guerra de los Mil Días, fue nombrado comandante de las fuerzas conservadoras en el norte de Tolima. También tuvo un destacado servicio como secretario de Rafael Reyes en la guerra civil de 1895. Después de esto, fue jefe de telégrafos, administrador de aduanas en Ipiales y visitador fiscal en Antioquia y Caldas. Siendo presidente de Colombia José Manuel Marroquín, ejerció la gobernación de Antioquia entre febrero y junio de 1903. Posteriormente sería Representante a la Cámara y Diputado de la Asamblea Departamental de Caldas.
Fue gran detractor del Partido Republicano, siendo uno de los líderes conservadores que más atacaron esta corriente.
Bajo la presidencia de Marco Fidel Suárez fue nombrado sexto gobernador de Caldas, entre 1918 y 1923. Durante su gestión como gobernador de este departamento llevó a cabo varias obras que facilitaron la comunicación y el transporte en este departamento, obras que le valieron gran popularidad. En 1929 fue condecorado con la Legión de Honor por el embajador de Francia en Colombia. Ese mismo año, y gracias a su enorme popularidad, un grupo de ciudadanos presionó para que volviese a ser gobernador de Caldas, pero en cambio el presidente Miguel Abadía Méndez nombró a su hermano, Daniel Gutiérrez Arango.
Durante el final del gobierno de Miguel Abadía Méndez fue presidente del Directorio Departamental del Partido Conservador
Más adelante, en 1939, conformaría una comisión de parlamentarios que promovió al entonces llamado «Aeródromo de La Palmera», precursor del Aeropuerto del Café.  Incursionó en negocios de arriería, correo y remate de rentas departamentales. Tras retirarse de la vida pública se dedicó a la agricultura. Así mismo, fue accionista de las primeras empresas cafeteras en Manizales, del banco Crédito Antioqueño de Manizales y de la Empresa del Burila.
Falleció en 1943 en Zarzal, departamento del Valle del Cauca, a la edad de 73 años.